# Гнатюк Володимир Якович
Володимир Якович Гнатюк (8 (20) червня 1893 — після 1933) — український літературознавець, історик-краєзнавець, педагог, архівіст.

## Життєпис
Народився в м. Житомир. Закінчив Петроградський історико-філологічний інститут (1916). 1918–28 викладав у середніх навчальних закладах Житомира і Житомирщини. 1928–31 — учений-архівіст Волинського окружного архіву, керівник Історико-археографічного кабінету. Від 1925 — науковий співробітник науково-дослідної кафедри мовознавства при ВУАН. Делегат 1-го Всеукраїнського з'їзду наукових робітників від Волині (1925). 1928 — кореспондент і співробітник Комісії слов'янських літератур НДІ Тараса Шевченка у Харкові.
1928—1931 — професор Волинського інституту народної освіти (пізніше — Житомирський інститут соціального виховання, а нині Житомирський державний університет імені Івана Франка), 1931–33 — професор і завідувач кафедри Криворізького інституту професійної освіти, 1933 — професор Польського педагогічного інституту в Києві. Звільнений з роботи за необґрунтованими звинуваченнями в «буржуазному націоналізмі». Подальша доля невідома.
Автор статей з історії та історії літератури України 19 ст. Досліджував польсько-українські літературні взаємини доби романтизму.